# CityJet
CityJet — ирландская пассажирская авиакомпания, базирующаяся в международном аэропорту Дублина и в лондонском аэропорту Сити.

## История

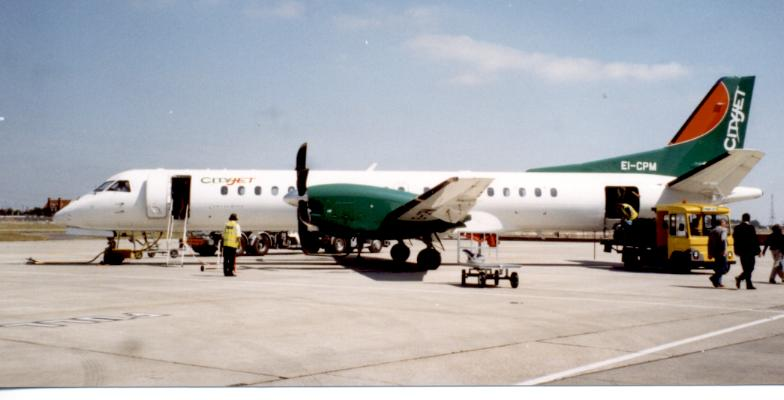
Saab 2000 CityJet в аэропорту Дублина, 1998 год

Датой основания авиакомпании считается 28 сентября 1992 года. Основатель Пэт Бирн. Начало операционной деятельности — 12 января 1994 года под брендом Virgin Atlantic Airways между аэропортами Лондон-Сити и Дублина. Под собственным именем авиакомпания начала осуществлять рейсы 4 июля 1997 года на самолёте Saab 2000.
В мае 1999 года Air France выкупил 25% акций авиакомпании. А в феврале 2002 года, Air France выкупила все акции.
С июня 2010 года бельгийская VLM Airlines, также принадлежавшая группе Air France-KLM, начала выполнение полётов в ливрее авиакомпании CityJet.
В июне 2012 года руководство Air France-KLM объявило о возможности продажи CityJet.
С октября 2013 года CityJet выполняет полёты с собственным ИАТА-кодом — WX.
Продажа авиакомпании была завершена в мае 2014 года.
В октябре 2015 года, Scandinavian Airlines (SAS) объявила, что продаст свою дочернюю финскую авиакомпанию Blue1 (100 %) в CityJet.
В 2015 году был подписан контракт с авиакомпанией SAS на выполнение региональных маршрутов из Хельсинки, Осло и Стокгольма. Для этих целей были приобретены и переданы в мокрый лизинг восемь 90-местных региональных самолетов Bombardier CRJ900, на общую сумму более 650 млн долларов США с возможностью расширить заказ до 14 самолетов. 25 апреля 2016 года опцион на четыре самолёта из шести был переведён в твёрдый контракт, сумма сделки составила около 184 млн долларов США.
В 2016 году у авиакомпании вновь сменились владельцы. CityJet была выкуплена у немецкой инвестиционной компании Intro Aviation Пэтом Бёрном (основатель CityJet) и группой частных инвесторов.
В июне 2016 года CityJet ввела в эксплуатацию первый Sukhoi Superjet 100, который восьмого числа доставил в парижский аэропорт Ле-Бурже игроков сборной Ирландии, прилетевших на чемпионат Европы по футболу 2016.
В феврале 2019 года Ирландская авиакомпания отказалась от российских самолетов Sukhoi Superjet 100 (SSJ100).

## Воздушный флот

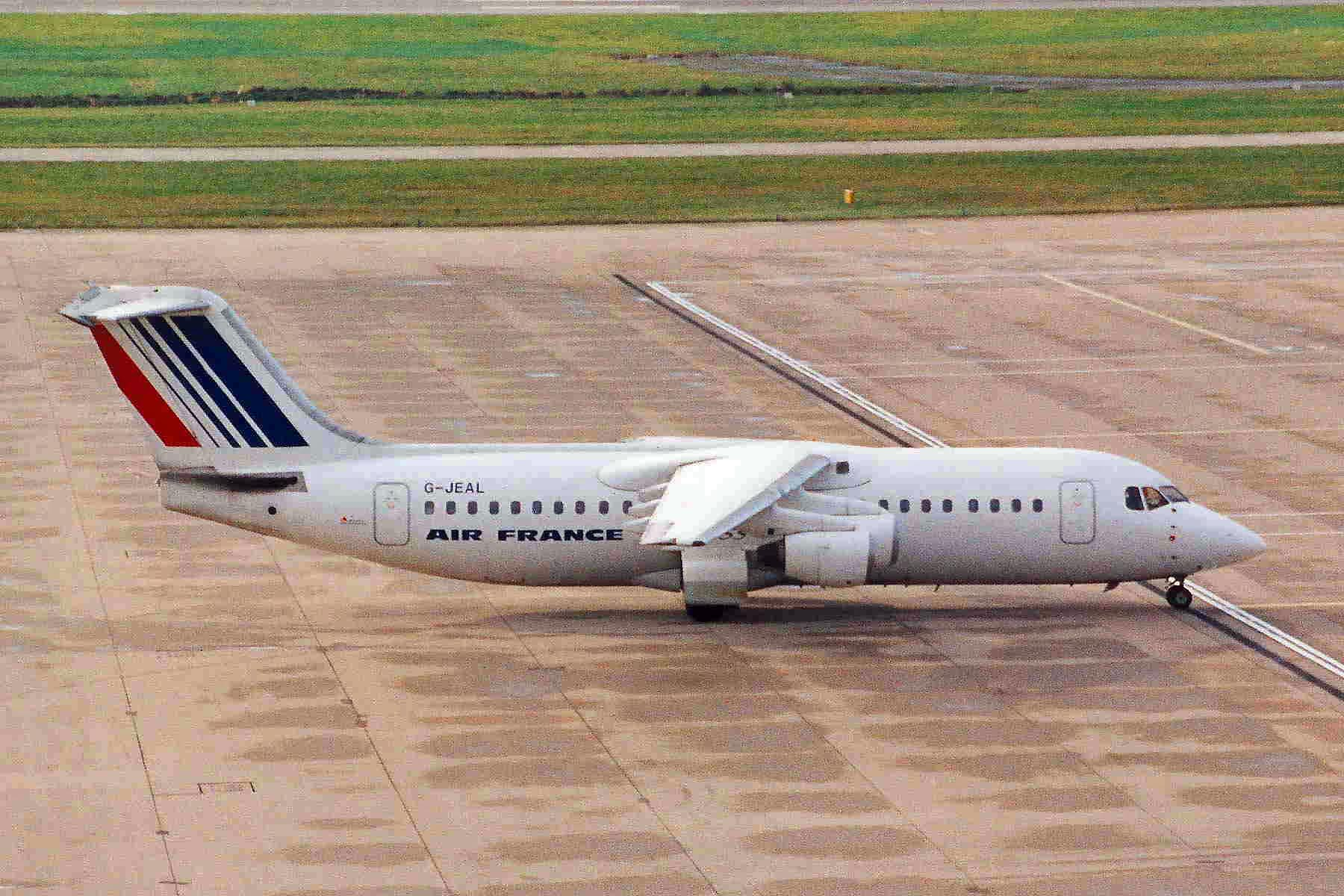
Avro RJ100 CityJet в ливрее Air France

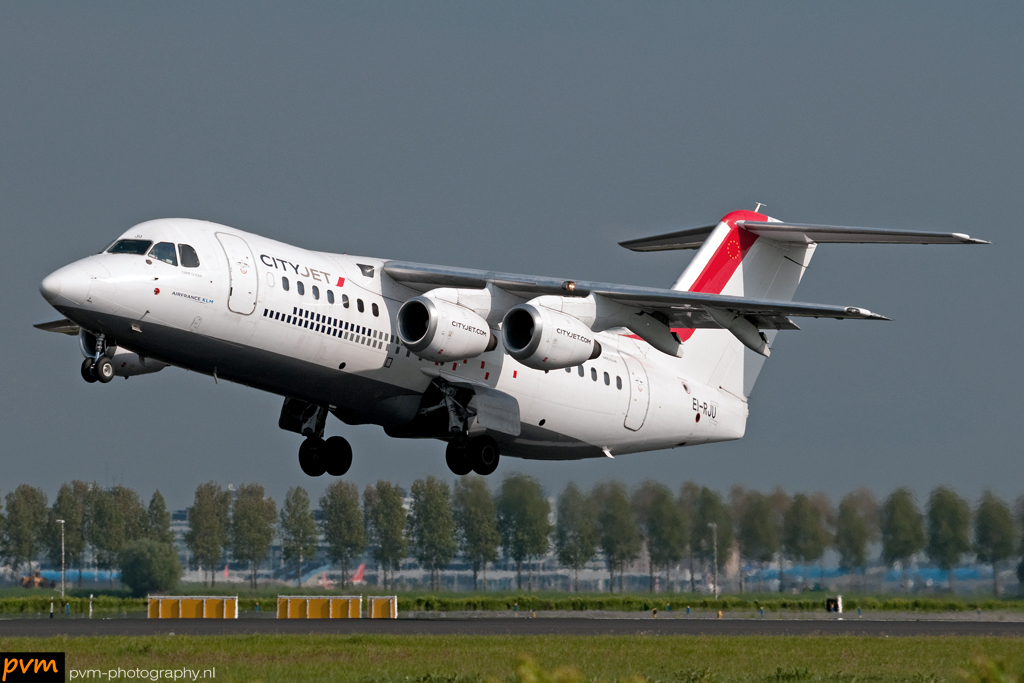
Avro RJ85 в аэропорту Схипхол, 22 мая 2010 года

По состоянию на октябрь 2018 года воздушный флот авиакомпании CityJet составляли следующие самолёты:

### Выведенные из эксплуатации модели

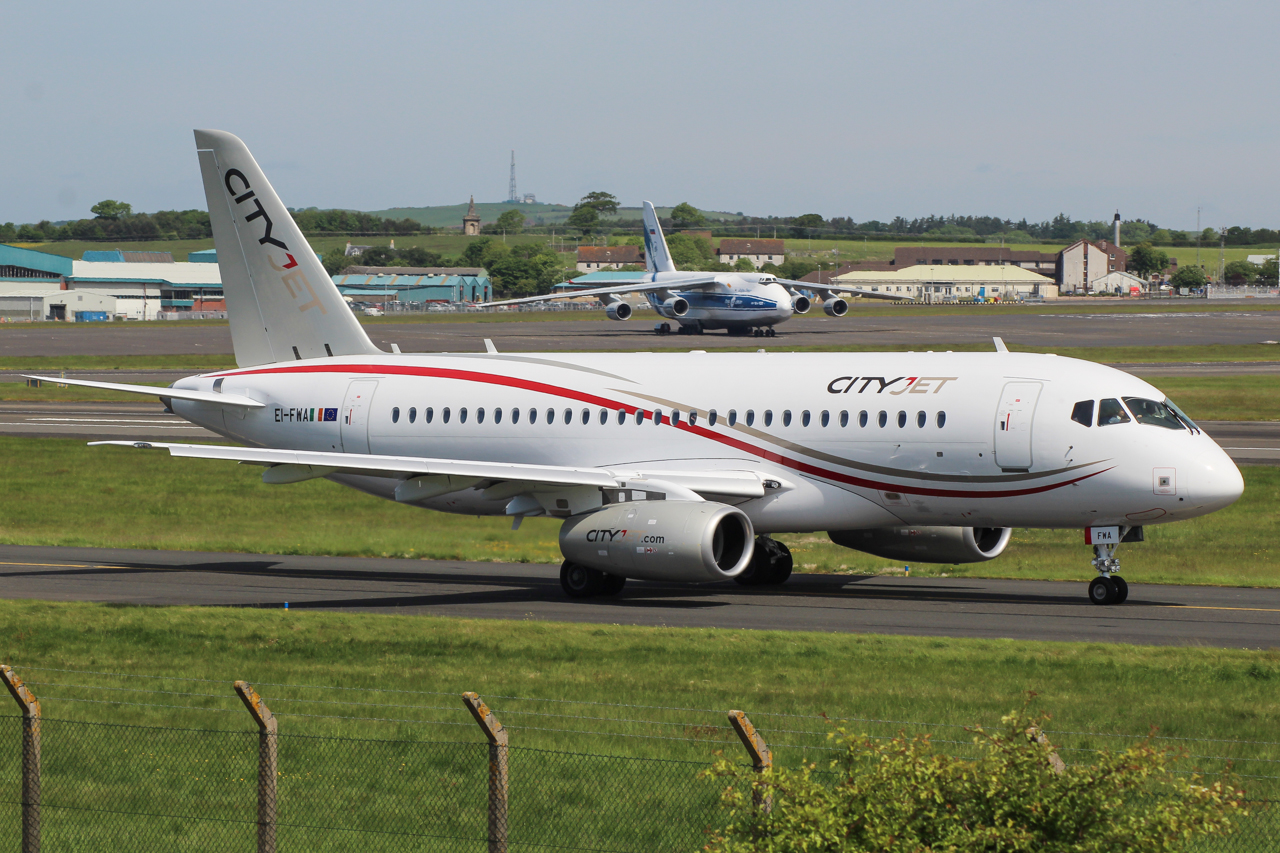
Sukhoi Superjet 100 в аэропорту Глазго Прествик, 3 июня 2016 года

## Маршрутная сеть
На январь 2016 года маршрутная сеть авиакомпании CityJet, в том числе по код-шерингу c Air France:
| Пункт вылета | Пункт назначения | ИАТА | ИКАО | Примечание |
| ------------ | ---------------- | ---- | ---- | ---------- |
| Авиньон      | Бастия           | BIA  | LFKB |            |
| Авиньон      | Лондон           | LCY  | EGLC |            |
| Амстердам    | Лондон           | LCY  | EGLC |            |
| Антверпен    | Лондон           | LCY  | EGLC |            |
| Бастия       | Авиньон          | AVN  | LFMV |            |
| Бастия       | Безье            | BZR  | LFMU |            |
| Безье        | Бастия           | BIA  | LFKB |            |
| Дублин       | Лондон           | LCY  | EGLC |            |
| Корк         | Ла-Рошель        | LRH  | LFBH |            |
| Корк         | Лондон           | LCY  | EGLC |            |
| Корк         | Нант             | NTE  | LFRS |            |
| Ла-Рошель    | Корк             | ORK  | EICK |            |
| Лондон       | Авиньон          | AVN  | LFMV |            |
| Лондон       | Амстердам        | AMS  | EHAM |            |
| Лондон       | Антверпен        | ANR  | EBAW |            |
| Лондон       | Дублин           | DUB  | EIDW |            |
| Лондон       | Корк             | ORK  | EICK |            |
| Лондон       | Нант             | NTE  | LFRS |            |
| Лондон       | Париж            | ORY  | LFPO |            |
| Лондон       | Роттердам        | RTM  | EHRD |            |
| Лондон       | Тулон            | TLN  | LFTH |            |
| Лондон       | Флоренция        | FLR  |      |            |
| Нант         | Корк             | ORK  | EICK |            |
| Нант         | Лондон           | LCY  | EGLC |            |
| Париж        | Лондон           | LCY  | EGLC |            |
| Роттердам    | Лондон           | LCY  | EGLC |            |
| Тулон        | Лондон           | LCY  | EGLC |            |
| Флоренция    | Лондон           | LCY  | EGLC |            |